# Абингтон
Абингтон (на английски: Abington) е ударен кратер разположен на планетата Венера. Той е с диаметър 21,7 km, и е кръстен на Франсис Абингтон – британската актриса.